# Баурсак
Баурса́к, боорсо́к, бавырса́к, боорцо́к, бурса́к (алт. боорсок, баш. бауырһаҡ, бур. боовы, каз. бауырсақ, калм. боорцг, кирг. боорсок, монг. боорцог, ног. бавырсак, крымскотат. бавурсакъ, bavursaq, сибирскотат. 
пауырсак; закам. чуваш. пӗверчӗ, тадж. буғурсоқ, орзуқ; тат. бавырсак, тув. боорзак, чуваш. йӑва, туркм. pişme, тур. pişi, узб. boʻgʻirsoq, уйг. боғу(р)сак‎, хак. поорсах) — традиционное мучное изделие алтайцев, ногайцев, хакасов, башкир, бурятов, донских казаков, казахов, калмыков, киргизов, монголов, таджиков, татар, чувашей, тувинцев, туркмен, узбеков, каракалпаков, кумыков и уйгуров.

## Описание

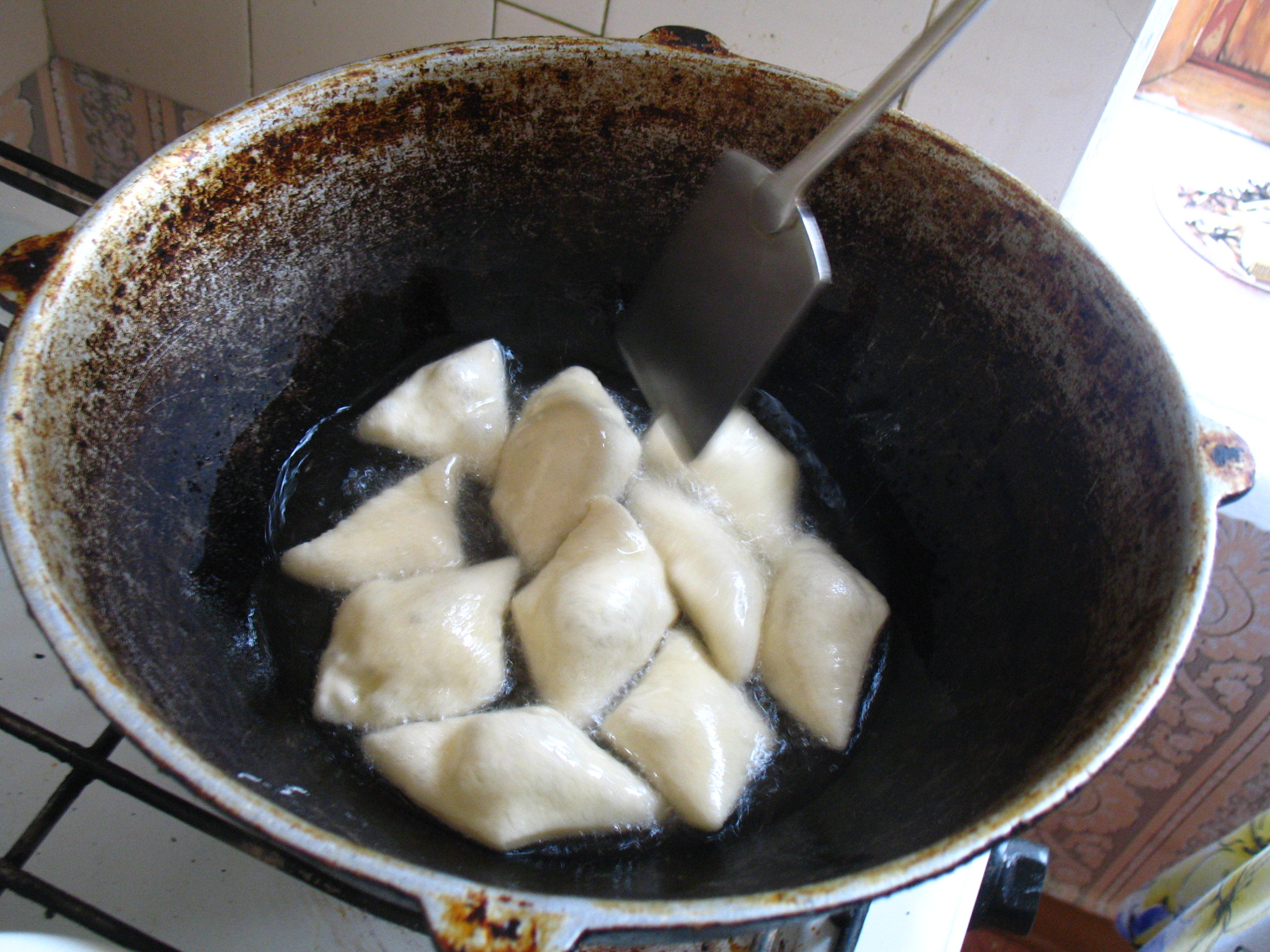
Киргизские боорсоки готовятся во фритюре

Как правило, это мучное изделие готовится из пресного или дрожжевого теста в виде небольших пончиков (ромбовидной или круглой формы), изготовляемых путём жарки во фритюре в казане. Существуют также рецепты творожных баурсаков. Обычно подаётся в качестве дополнения, например, к шурпе, либо к чаю (у татар только к чаю, у уйгуров к чайному напитку атканчай).
Баурсак является непременным атрибутом праздничного дастархана. Играет важную роль в свадебных обрядах башкир и других народов. В татарской свадебной традиции родители жениха (у сибирских татар — невесты) приносили в подарок на свадьбу блюдо с баурсаками или чак-чаком.
В узбекской кухне баурсаки считаются ритуальным блюдом. У туркмен они называются пишме и имеют ромбовидную форму. У турок он называется пиши (тур. pişi).

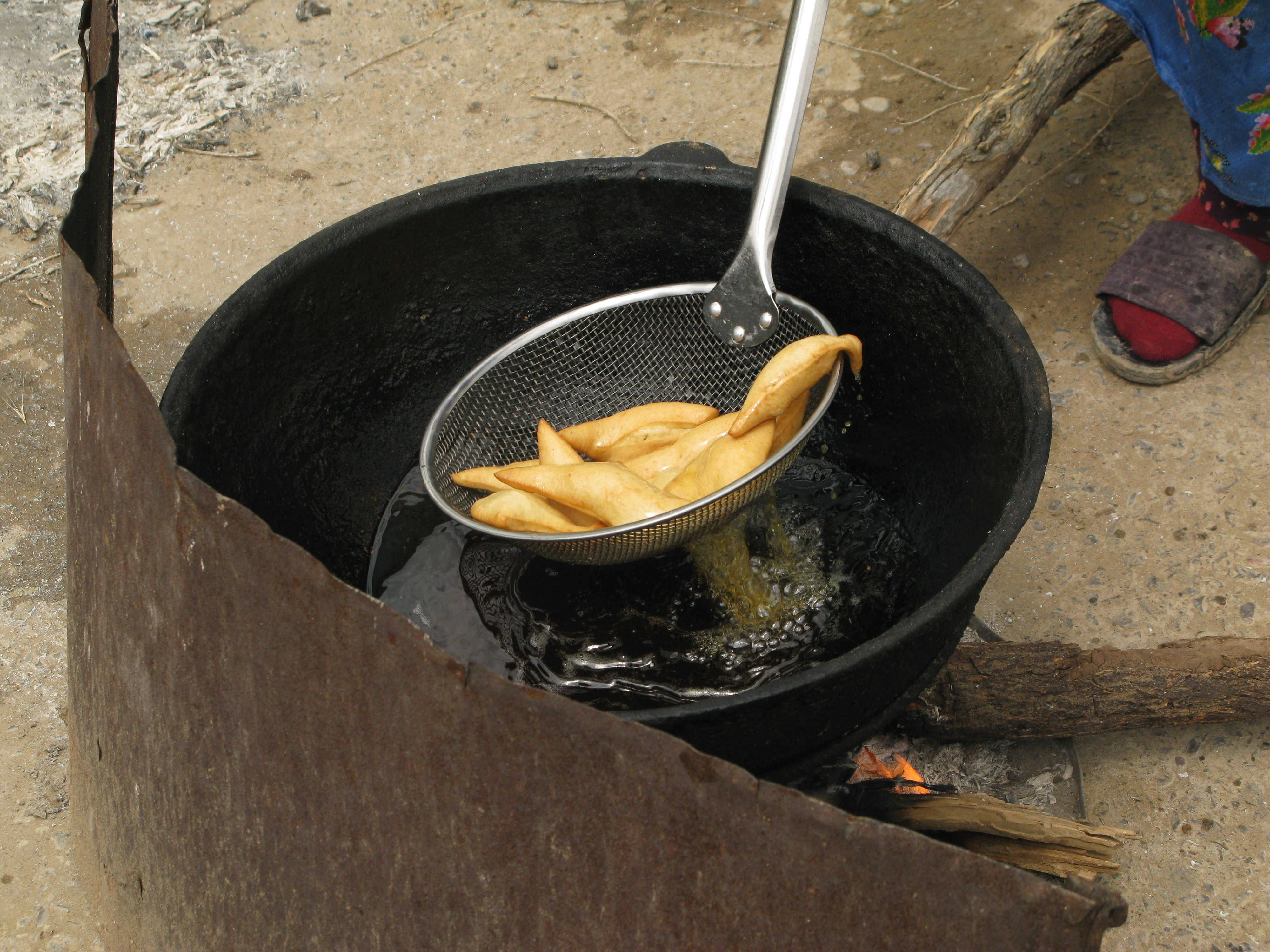
Приготовление туркменского пишме
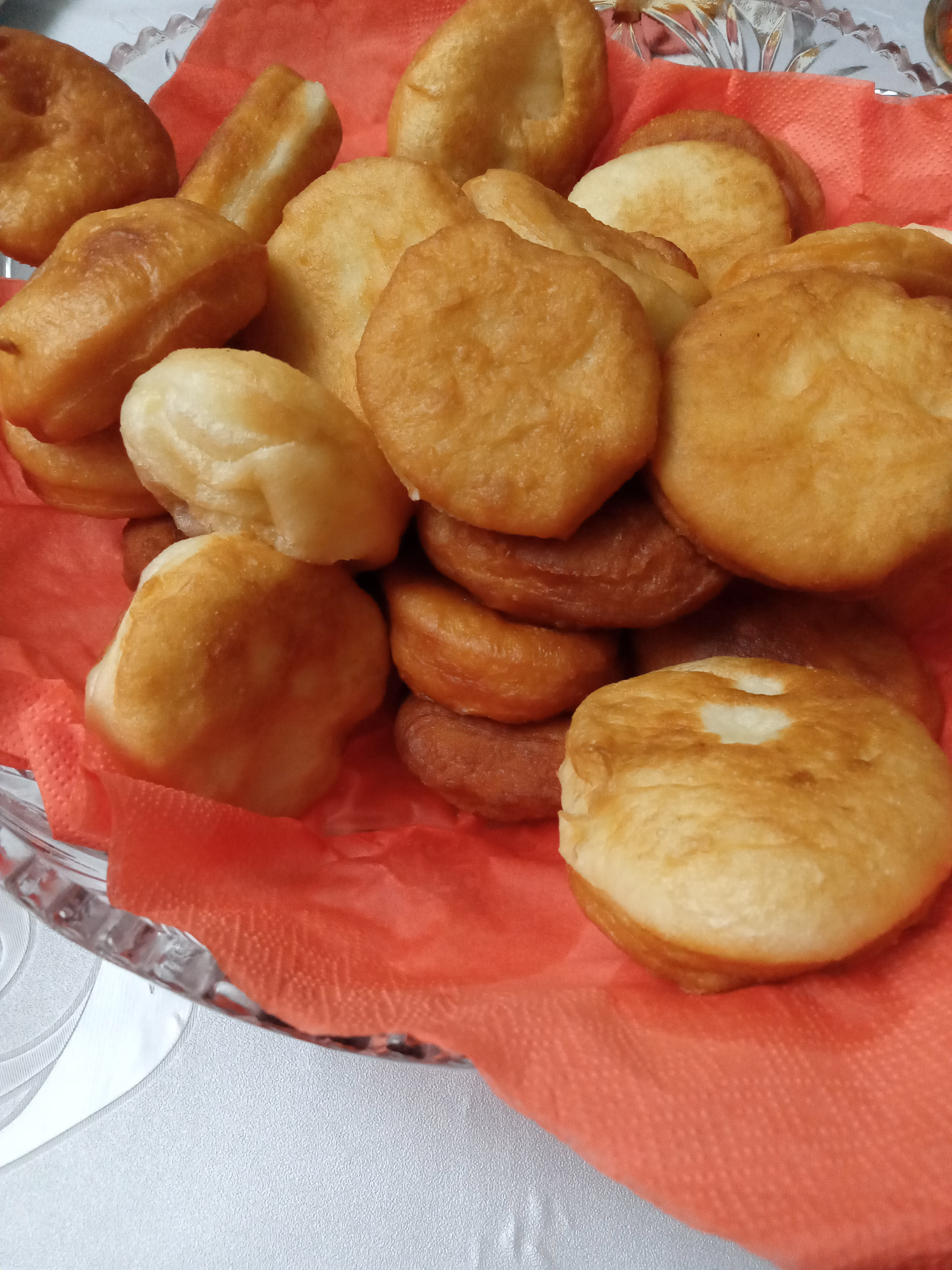
Токаш, один из видов баурсака
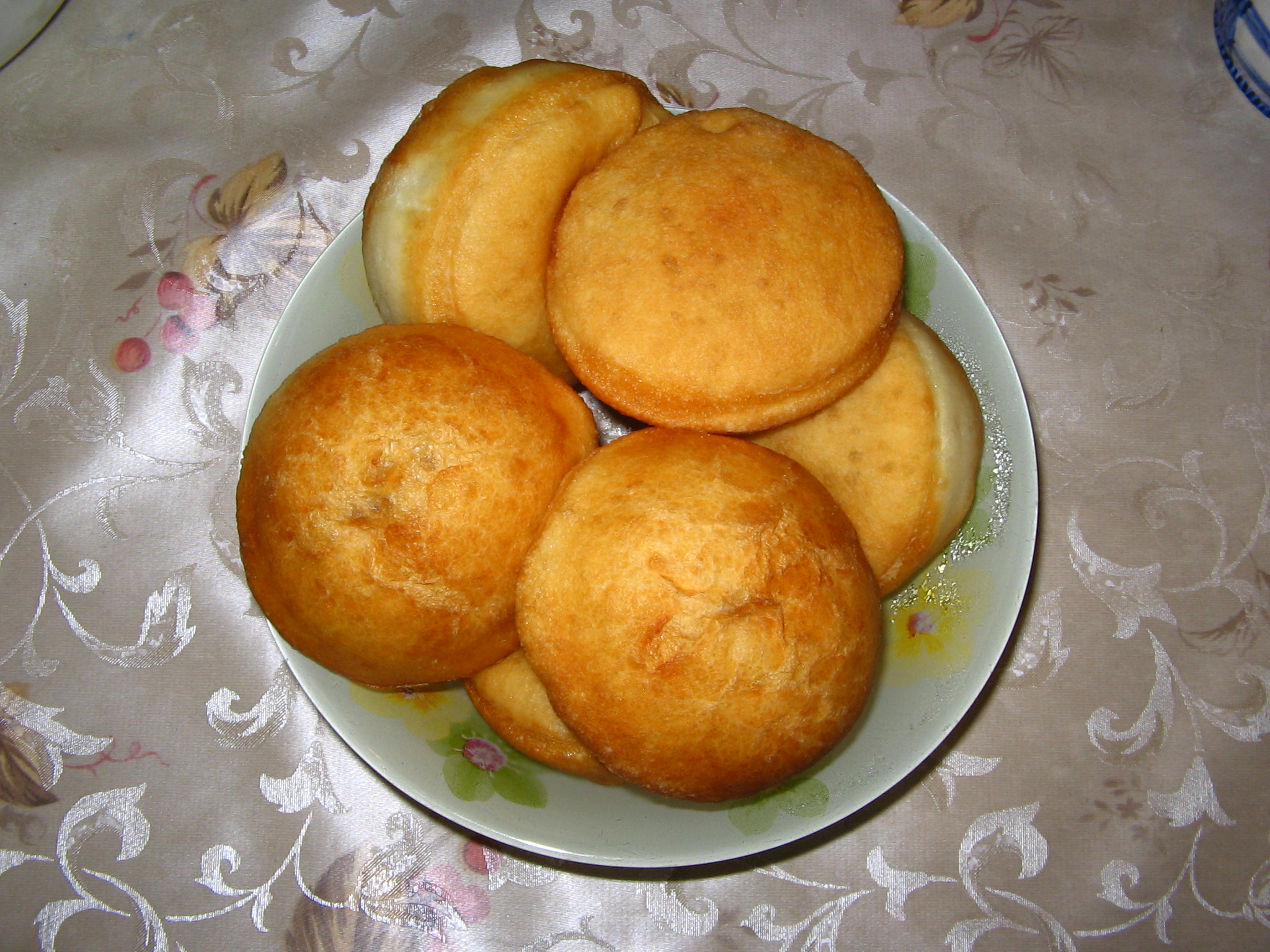
Казахские баурсаки
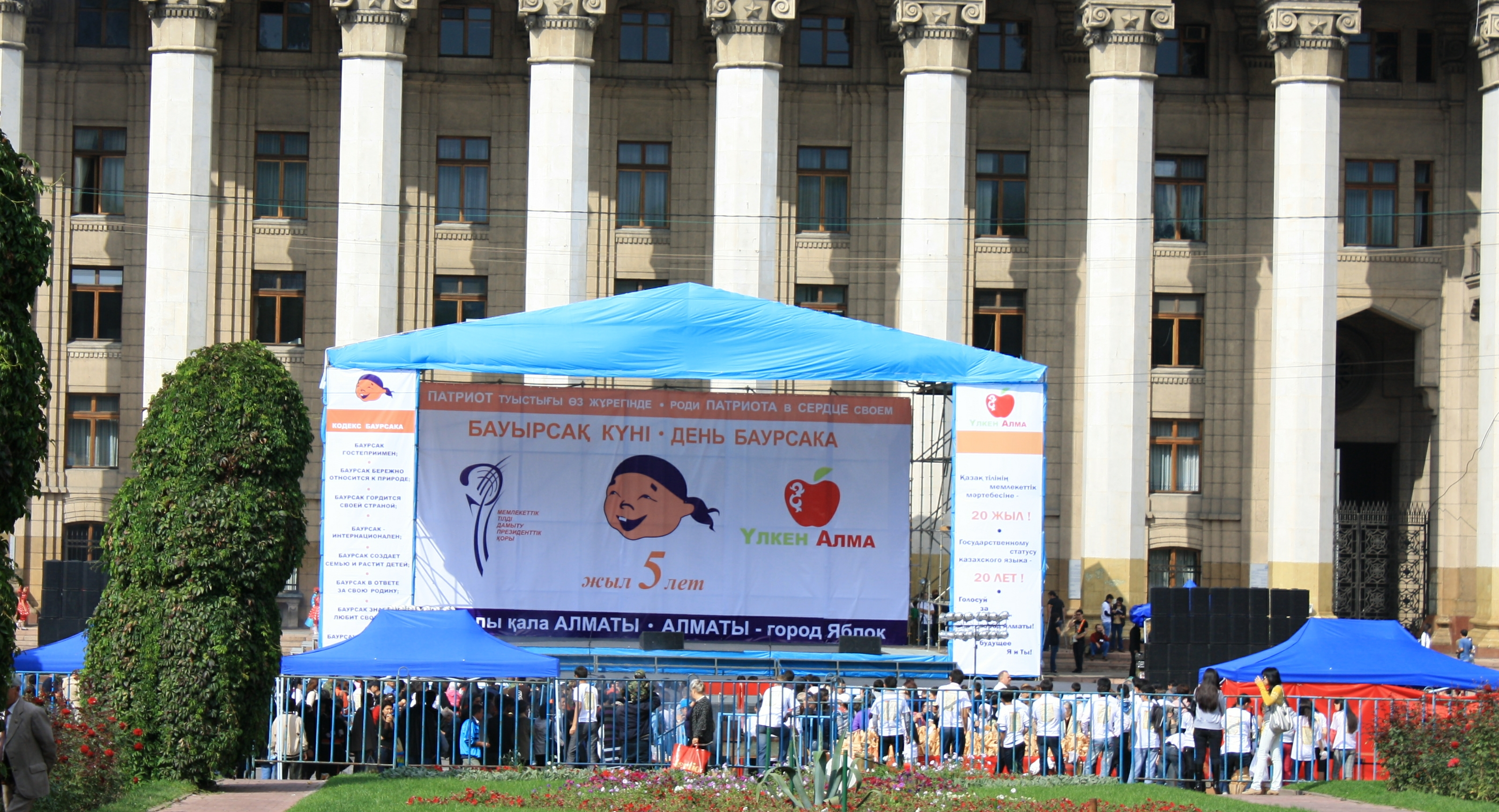
День баурсака в Алма-Ате, Казахстан